# قائمة رؤساء وزراء منغوليا
رئيس وزراء منغوليا هو رأس حكومة منغوليا. أنشئ المنصب في عام 1912، بعد وقت قصير من إعلان منغوليا استقلالها عن سلالة تشينغ خلال الثورة المنغولية عام 1911. من عام 1924 إلى عام 1992، خلال جمهورية منغوليا الشعبية، تغير اللقب الرسمي لرئيس الحكومة مثل رئيس مجلس مفوضي الشعب ورئيس مجلس الوزراء وأخيراً رئيس الوزراء.

## رئيس وزراء منغوليا (1912 إلى الوقت الحاضر)

### منغوليا (1911-1924)
حزب الشعب / حزب الشعب الثوري
    مستقل
| №                         | صورة | الاسم (الولادة-الوفاة)                              | مدة الحكم     | مدة الحكم           | المدة           | الحزب                                            |
| ------------------------- | ---- | --------------------------------------------------- | ------------- | ------------------- | --------------- | ------------------------------------------------ |
| رؤساء الوزراء 1912 - 1924 |      |                                                     |               |                     |                 |                                                  |
| 1                         |      | توجز أوشيرين نامنانسورين (1878–1919)                | نوفمبر 1912   | أبريل 1919          | 6 سنوات و5 شهور | مستقل                                            |
| 2                         |      | غونشيغالزنجين بادمدورج (?–?)                        | 1919          | كانون الثاني 1921   | 1 سنة و9 شهور   | مستقل                                            |
| 3                         |      | جلخانز خوتاغت سودنومين دامدينبزار (1874–1923)       | فبراير 1921   | مايو 1921           | 2 شهور          | مستقل                                            |
| –                         |      | مانزوشير خوتاغت سامبادونوجين تسيريندورج (1872–1937) | مايو 1921     | يوليو 1921          | 2 شهور          | مستقل                                            |
| 4                         |      | دامبين شاغدارجاف (1880–1922)                        | 13 مارس 1921  | 16 أبريل 1921       | 34 أيام         | حزب الشعب (رئيس الحكوة المؤقت الحكومة في كياختا) |
| 5                         |      | دوجسومين بودو (1895–1922)                           | 16 أبريل 1921 | 7 كانون الثاني 1922 | 266 أيام        | حزب الشعب                                        |
| (3)                       |      | جلخانز خوتاغت سودنومين دامدينبزار (1874–1923)       | 3 مارس 1922   | 23 يونيو 1923       | 1 سنة و112 أيام | حزب الشعب                                        |
| 6                         |      | بالينجين تسيريندورج (1868–1928)                     | 23 يونيو 1923 | 28 نوفمبر 1924      | 1 سنة و158 أيام | حزب الشعب الثوري                                 |

### جمهورية منغوليا الشعبية (1924-1992)
حزب الشعب الثوري
| №                                  | صورة | الاسم (الولادة-الوفاة)                   | مدة الحكم      | مدة الحكم      | المدة              | الحزب            |
| ---------------------------------- | ---- | ---------------------------------------- | -------------- | -------------- | ------------------ | ---------------- |
| رؤساء مجلس مفوضي الشعب 1923 - 1939 |      |                                          |                |                |                    |                  |
| (6)                                |      | بالينجين تسيريندورج (1868–1928)          | 28 نوفمبر 1924 | 13 فبراير 1928 | 3 سنوات و77 أيام   | حزب الشعب الثوري |
| 7                                  |      | أناندين أمار (1886–1941) الولاية الأولى  | 21 فبراير 1928 | 27 أبريل 1930  | 2 سنوات و65 أيام   | حزب الشعب الثوري |
| 8                                  |      | تسينجيلتين جيججيدجاف (1894–1933)         | 27 أبريل 1930  | 2 يوليو 1932   | 2 سنوات و66 أيام   | حزب الشعب الثوري |
| 9                                  |      | بيلجيدين جيندين (1892–1937)              | 2 يوليو 1932   | 2 مارس 1936    | 3 سنوات و244 أيام  | حزب الشعب الثوري |
| (7)                                |      | أناندين أمار (1886–1941) الولاية الثانية | 22 مارس 1936   | 7 مارس 1939    | 2 سنوات و350 أيام  | حزب الشعب الثوري |
| رؤساء مجلس الوزراء 1939 - 1990     |      |                                          |                |                |                    |                  |
| 10                                 |      | كورلوغين تشويبالسان (1895–1952)          | 24 مارس 1939   | 26 يناير 1952  | 12 سنوات و308 أيام | حزب الشعب الثوري |
| 11                                 |      | يومجاجين تسيدينبال (1916–1991)           | 26 يناير 1952  | 11 يونيو 1974  | 22 سنوات و136 أيام | حزب الشعب الثوري |
| 12                                 |      | جامبين باتمونك (1926–1997)               | 11 يونيو 1974  | 12 ديسمبر 1984 | 10 سنوات و184 أيام | حزب الشعب الثوري |
| 13                                 |      | دوماجين سودنوم (1933– )                  | 12 ديسمبر 1984 | 21 مارس 1990   | 5 سنوات و99 أيام   | حزب الشعب الثوري |
| 14                                 |      | شرافين جونجادورج (1935– )                | 21 مارس 1990   | 11 سبتمبر 1990 | 174 أيام           | حزب الشعب الثوري |
| رؤساء الوزراء 1990 - 1992          |      |                                          |                |                |                    |                  |
| 15                                 |      | داشين بيامباسورين (1942– )               | 11 سبتمبر 1990 | 21 يوليو 1992  | 1 سنة و314 أيام    | حزب الشعب الثوري |

### منغوليا (1992 - حتى الآن)
حزب الشعب الثوري
  الحزب الديمقراطي
| №    | صورة | الاسم (الولادة-الوفاة)                     | مدة الحكم      | مدة الحكم      | المدة             | الحزب                                |
| ---- | ---- | ------------------------------------------ | -------------- | -------------- | ----------------- | ------------------------------------ |
| 16   |      | بونتساجين جاسراي (1933–2007)               | 21 يوليو 1992  | 19 يوليو 1996  | 3 سنوات و364 أيام | حزب الشعب الثوري                     |
| 17   |      | مندسيخاني انخسيخان (1955– )                | 19 يوليو 1996  | 23 أبريل 1998  | 1 سنة و278 أيام   | الحزب الديمقراطي                     |
| 18   |      | تشياغين البجدورج (1963– ) الولاية الأولى   | 23 أبريل 1998  | 9 ديسمبر 1998  | 230 أيام          | الحزب الديمقراطي                     |
| 19   |      | جانلافين نارانتساتسرالت (1957–2007)        | 9 ديسمبر 1998  | 22 يوليو 1999  | 225 أيام          | الحزب الديمقراطي                     |
| –    |      | نيام أوسورن تويا (1958– ) بالوكالة         | 22 يوليو 1999  | 30 يوليو 1999  | 8 أيام            | الحزب الديمقراطي                     |
| 20   |      | رينشينيامين أمارجارجال (1961– )            | 30 يوليو 1999  | 26 يوليو 2000  | 362 أيام          | الحزب الديمقراطي                     |
| 21   |      | نامبارين انخبايار (1958– )                 | 26 يوليو 2000  | 20 أغسطس 2004  | 4 سنوات و25 أيام  | حزب الشعب الثوري                     |
| (18) |      | تشياغين البجدورج (1963– ) الولاية الثانية  | 20 أغسطس 2004  | 13 يناير 2006  | 1 سنة و146 أيام   | الحزب الديمقراطي                     |
| 22   |      | مييجومبين إنخبولد (1964– )                 | 25 يناير 2006  | 22 نوفمبر 2007 | 1 سنة و301 أيام   | حزب الشعب الثوري                     |
| 23   |      | سانجين بايار (1956– )                      | 22 نوفمبر 2007 | 29 أكتوبر 2009 | 1 سنة و341 أيام   | حزب الشعب الثوري                     |
| 24   |      | سخباتارين باتبولد (1963– )                 | 29 أكتوبر 2009 | 10 أغسطس 2012  | 2 سنوات و286 أيام | حزب الشعب الثوري (حزب الشعب من 2010) |
| 25   |      | نوروفين التنخويغ (1958– )                  | 10 أغسطس 2012  | 5 نوفمبر 2014  | 2 سنوات و87 أيام  | الحزب الديمقراطي                     |
| –    |      | دنديفين تيربيشداغفا (مواليد 1955) بالوكالة | 5 نوفمبر 2014  | 21 نوفمبر 2014 | 16 أيام           | حزب الشعب                            |
| 26   |      | شميدين سيخانبيليغ (مواليد 1969)            | 21 نوفمبر 2014 | 7 يوليو 2016   | 1 سنة و229 أيام   | الحزب الديمقراطي                     |
| 28   |      | جارتالونغين إردينبيت (مواليد 1973)         | 7 يوليو 2016   | 4 أكتوبر 2017  | 1 سنة و89 أيام    | حزب الشعب                            |
| 28   |      | أوخنانغين خورلسوخ (مواليد 1968)            | 4 أكتوبر 2017  | 27 يناير 2021  | 3 سنوات و115 أيام | حزب الشعب                            |
| 29   |      | لوفسان نامسراي أويون-إردين (مواليد 1980)   | 27 يناير 2021  | في المنصب      | 4 سنوات و167 أيام | حزب الشعب                            |